# Volta (metropolitana di Brescia)
Volta è una fermata della metropolitana di Brescia a servizio del quartiere di Porta Cremona-Volta.

## Storia
Nel progetto di massima del 1998, la fermata fu progettata in viadotto, all'incrocio con via della Volta, da cui il nome, con la possibilità che si trovasse al centro di una variante in trincea la quale fu poi inserita nel progetto definitivo del 2000. In sede di Valutazione di impatto ambientale (VIA), si decise di prolungare il percorso in galleria da Bresciadue fino a Poliambulanza, per cui l'impianto di Volta fu progettato in accordo alle specifiche delle stazioni profonde aperte. Si stimò un flusso massimo passeggeri di 2000 utenti l'ora.
La fermata fu inaugurata il 17 novembre 2012 alla presenza del Sindaco Adriano Paroli, nell'ambito di una serie di cerimonie in cui le singole infrastrutture della metropolitana furono mostrate al pubblico prima dell'effettivo inizio del servizio. Fu poi aperta al servizio pubblico il 2 marzo seguente, assieme a tutta la linea.
Nel novembre 2017 fu completata la posa della copertura in vetro e acciaio delle scale d'ingresso.

## Strutture e impianti
L'impianto appartiene all'insieme delle stazioni profonde aperte della linea metropolitana: sei lucernari a forma piramidale consentono alla luce naturale di giungere fino al piano binari che si trova a 16,5 m di profondità rispetto a quello della campagna. Dall'unico atrio d'ingresso si accede a un piano ammezzato da cui si può accedere alle banchine tramite due rampe di scale mobili e da altrettante linee di ascensori. Come in tutte le stazioni della metropolitana sono presenti le porte di banchina, che impediscono ai viaggiatori di accedere ai binari in assenza del treno.

## Servizi
La stazione dispone di:
- Biglietteria automatica

## Interscambi
- Fermata autobus